# Koos van Delden
Jacobus Alidanus (Koos) van Delden (5 december 1943 - 16 oktober 2019) was een Nederlandse programmamaker en onderwijsbestuurder.

## Levensloop
Van Delden studeerde wiskunde. Hij werkte vanaf 1975 bij de Evangelische Omroep. Hij hield zich erg bezig met de onderwerpen creationisme en evolutie. Zo presenteerde hij in 1977 het programma Adam of Aap? Verder belichtte hij maatschappelijke problemen vanuit een orthodox-christelijk standpunt.
Ook stond hij aan de wieg van de Evangelische Hogeschool. Hij was daar meerdere jaren directeur van. Daarnaast gaf hij leiding aan de Evangelische School voor Journalistiek, die aanvankelijk aan de EH gevestigd was. Later maakte hij de eerste periode aan de Christelijke Hogeschool nog mee. In 1990 werd Van Delden door het bestuur van de EH ontslagen. Op dat moment was de school in een groot conflict verwikkeld. Na het aantreden van een overgangsbestuur kreeg hij zijn baan terug. Van Delden moest de EH uiteindelijk verlaten, na getroffen te zijn door diverse burn-outs, uiteindelijk volledig afgekeurd werd voor regulier werk.
Van Delden was getrouwd en heeft meerdere kinderen. Hij was lid van de Nederlands Gereformeerde Kerken.

## Publicaties
- Adam of Aap (Amersfoort, Evangelische Omroep, 1977) ISBN 9789070100117
- Schepping en wetenschap (Amsterdam, Buijten & Schipperheijn, 1977) ISBN 9789060640791
- Schepping of evolutie? : Argumenten voor en tegen de evolutieleer (Goes, Oosterbaan & Le Cointre, 1977) ISBN 9789060477847
- Adam en Daniël: wat is er gebeurd? (Amsterdam, Buijten & Schipperheijn, 1977) ISBN 9789060644379
- Zondvloed en geologie (Doorn, Stichting tot Bevordering van Bijbelgetrouwe Wetenschap, 1977) ISBN 9789070145088
- Israël is Gods volk (Amsterdam, Buijten & Schipperheijn, 1985) ISBN 9789060645734
- Geloven is liefhebben (Amsterdam, Buijten & Schipperheijn, 1990) ISBN 9789060647127
- De wet van de liefde (Amsterdam, Buijten & Schipperheijn, 1992) ISBN 9789060647677
- Mag je echt niet scheiden?, over echtbreuk, scheiden, echtscheiden en hertrouwen  (Amsterdam, Buijten & Schipperheijn, 2012) ISBN 9789058816672